# Bruno Berliner
Pour les articles homonymes, voir Berliner.
Bruno Berliner, né le 4 mars 1957 à Paris et mort le 14 janvier 1986 dans la même ville, est un  gangster français des années 1980, membre du gang des postiches.

## Carrière
Fils d'un agent immobilier, demi-frère du chanteur Gérard Berliner, cet enfant de Belleville, surnommé « Beau Sourire »,, commet ses premiers actes de délinquance dès l'âge de quatorze ans et monte avec ses copains un des plus fameux gangs de l'après-guerre, le gang des postiches, dont les braquages de banque commenceront en 1981 et s'arrêteront début 1986. 
Généreux grâce à ses braquages, Bruno Berliner offre un jour « une brique » à un clochard et essaie d'aider matériellement la carrière de son demi-frère Gérard. Il achète aussi au nom de sa fille un petit appartement avenue Marceau, dans le chic 8e arrondissement de Paris, une Golf GTI « couleur or » et rue de Belleville, une petite boutique de vêtements pour enfants Tit’Pom, pour sa femme Meriem.  
Bruno Berliner, pendant quelques années au vert dans la campagne ornaise du côté de Carrouges, vivait au Champ-de-la-Pierre, où il séjournait anonymement à l'hôtel avec son épouse et son jeune fils.
Le 14 janvier 1986, un dispositif policier se déclencha autour de l'agence du Crédit lyonnais du 39, rue du Docteur-Blanche, dans le 16e arrondissement de Paris. Les policiers encerclèrent discrètement la banque pour arrêter le gang après sa sortie. Cependant, quand les malfaiteurs sortirent, la situation dérapa. Comme la hiérarchie en avait elle-même donné l'ordre, il était convenu de ne pas les interpeller à leur sortie, mais de les filer pour procéder à une arrestation plus propice. Mais Raymond Mertz, chef de la BRB, décida d'interpeller seul les malfaiteurs. Il y eut une fusillade, un des gangsters, Bruno Berliner, et un policier, Jean Vrindts, furent tués,.
Il est inhumé au cimetière du Père-Lachaise (44e division).